# Привидение (фильм, 2018)
«Привидение» (англ. Every Day) — американская мистическая мелодрама режиссёра Майкла Сакси, основанная на романе «Каждый день». Одну из главных ролей в фильме исполнила дочь режиссёра Джереми Райса и сценаристки Кейт Райс Энгаури Райс.

## Сюжет
Каждый день дух «А», просыпаясь в новом теле, пытается прожить один день из его жизни, и так происходит до того момента, пока он не влюбляется в застенчивую 16-летнюю девушку Рианнон (Энгаури Райс), находясь в теле её молодого человека (Джастис Смит), впоследствии стремясь быть рядом с ней, находясь при этом в телах самых разных людей. До того, как «А» проснулся в теле молодого человека Рианнон, он был чёрствым человеком, каким и стал вновь после того, как «А» покинул его тело.

## В ролях
- Энгаури Райс — Рианнон / «А»
- Джастис Смит — Джастин / «А»
- Дженни Росс — Эми / «А»
- Лукас Джейд Зуманн — Нейтан / «А»
- Рори Макдональд — Дэвид / «А»
- Кэти Дуглас — Меган / «А»
- Джейкоб Баталон — Джеймс / «А»
- Иэн Александр — Вик / «А»
- Шон Джонс — Джордж / «А»
- Колин Форд — Хавьер / «А»
- Джейк Сим — Майкл / «А»
- Николь Ло — Келси / «А»
- Карина Эванс — Ханна / «А»
- Оуэн Тиг — Александр / «А»
- Ханна Алисса Ричардсон — Кэти / «А»
- Мария Белло — Линдси
- Майкл Крэм — Ник
- Дебби Райан — Джолин
- Чарльз Вандерваарт — Стив
- Аманда Экьюри — Ребека
- Кеана Бастидас — Стефани (в титрах: Keana Bastidas)
- Мартин Роуч
- Ннека Элиот — новостной репортёр
- Джек Ньюман
- Робин Фанфэйр — мама Майкла
- Джэйк Робардс
- Jesse Adam Lowell — друг Джастина
- Deshay Padayachey — учитель
- Роэн Мид — Кев
- Тара Никодемо — мама Александра

### Роли дублировали
- Александра Курягина — Рианнон / «А»
- Иван Чабан — Джастин / «А»
- Мария Борисова — Эми / «А»
- Томас Шлеккер — Нейтан / «А»
- Даниил Бледный — Вик / «А»
- Глеб Гаврилов — Ксавьер / «А»
- Александр Скиданов — Майкл / «А»
- Дарья Шевчук — Кельсия / «А»
- Элина Фатеева — Ханна / «А»
- Михаил Мартьянов — Александр / «А»
- Марианна Шульц — Линдси
- Всеволод Кузнецов — папа Кельсии
- Артем Маликов